# ۱۲۵۰ (خورشیدی)
۱۲۵۰ هزار و دویست و پنجاهمین سال هجری خورشیدی است.

## زادگان
- حسن پیرنیا، ملقب به مشیرالملک و بعد مشیرالدوله، سیاستمدار، حقوقدان، تاریخ‌نگار ایرانی و نخست‌وزیر ایران در اواخر عهد قاجار بود. او موسس مدرسه علوم سیاسی[۱] و از پایه‌گذاران آیین دادرسی کیفری و مدنی ایران است.
- ۲۴ مرداد - ابراهیم حکیمی، از سیاستمداران ونخست وزیران دوره محمد رضا شاه پهلوی